# Breitenbach (Banfe)
Der Breitenbach ist ein Bach im Stadtgebiet von Bad Laasphe im nordrhein-westfälischen Kreis Siegen-Wittgenstein. Nach etwa 21⁄2 km langem Lauf nach etwa Nordosten mündet er im Laaspher Ort Laaspherhütte von links in die untere Banfe. 

## Geographie

### Verlauf
Der Breitenbach beginnt seinen Lauf etwa 200 Meter südlich des Bad Laaspher Forsthauses Breitenbach am Rand einer waldumschlossenen Talwiesenaue, die von den Waldbergen Petersberg (570,2 m ü. NHN) im Westen, Kleiner Buchholzberg (556,8 m ü. NHN) im Nordwesten, Großer Buchholzberg (549,3 m ü. NHN) im Ostnordosten und Geiersnest (553,4 m ü. NHN) im Süden umstanden ist.
Der Bach entspringt auf etwa 473 m ü. NHN und verläuft auf dem ersten guten Drittel seines Weges etwa ostwärts, dabei durchfließt er bald einen kleineren und nahe dem Hof Breitenbach einen wenig größeren Teich an einer Wirtschaftswegquerung. Er durchzieht kurz einen Waldriegel und fließt dann in einer engeren Wiesenaue weiter, wobei ihm bald ein zweiter Oberlauf aus einer kurzen nördlichen Seitentalbucht zufließt.
Nach seinem ersten Laufdrittel wendet sich der Lauf nach Südwesten, in weiterhin schmaler Aue durchfließt er zwei weitere Kleinteiche. Etwa 500 Meter vor den ersten Häusern von Lasspherhütte weitet sich die offene Talaue aus. Im Ort zieht er kurz als Graben neben der das Banfetal durchziehenden L 718 einher, quert diese dann und fließt sodann auf etwa 346 m ü. NHN von links in die untere Banfe ein.
Der Breitenbach mündet nach einem 2,6 km langen Lauf mit mittlerem Sohlgefälle von etwa 49 ‰ rund 127 Höhenmeter unterhalb seines Ursprungs beim Forsthaus. Auf dem überwiegenden Teil seines Weges wird er von einer Baumgalerie begleitet.

### Einzugsgebiet
Der Breitenbach hat ein 2,1 km² großes Einzugsgebiet, das im Rothaargebirge liegt und politisch zur Stadt Bad Laasphe gehört. Der mit etwa 570,4 m ü. NHN höchste Punkt liegt an der nordwestlichen Wasserscheide auf dem erwähnten Petersberg. Siedlungsplätze im deutlich überwiegend bewaldeten Einzugsgebiet sind allein das Forsthaus Breitenbach nahe der Quelle, der Hof Breitenbach wenig danach und Laaspherhütte an der Mündung.
Angrenzende Einzugsgebiete sind im Westen das der Ilse, die ein gutes Stück vor der Banfe in die Lahn mündet, im Nordwesten, Norden und Nordosten kleinere Zuflüsse der Lahn zwischen dieser und der Banfe, darunter Rohrbach und Wahlenbach. Im Südwesten fließt der Dorbach unmittelbar oberhalb des Breitenbachs in die Banfe ein.

### Zuflüsse
- (Anderer Oberlauf), von links und Nordnordwesten auf etwa 429 m ü. NHN etwa 300 Meter südöstlich des Hofes Breitenbach, ca. 0,4 km und ca. 0,2 km². Entsteht auf etwa 474 m ü. NHN in der Steigenschlinge des vom Hof Breitenbach in Richtung auf den Großen Buchholzberg ansteigenden Wirtschaftswegs.[1]